# 柯南 (漫画)
野蛮人柯南（英語：Conan the Barbarian）是由漫威漫画公司首次改编为漫画进行出版的，该系列始于1970年；自2003年开始，柯南改由黑马漫画公司出版。

## 漫威漫画
漫威漫画最初于1970年引进了野蛮人柯南，其为相当忠于原著的版本。该系列非常成功，于是催生了更加成人化的黑白漫画——《野蛮人柯南之剑》（1974年）。《野蛮人柯南之剑》由罗伊·托马斯撰稿、约翰·布谢马和阿尔弗雷多·阿尔卡拉绘画，该系列很快成为了20世纪70年代的流行漫画系列，现在亦认为其为经典之作。
漫威漫画的柯南故事亦经常被改编为报纸漫画，从1978年9月4日至1981年4月12日的每周日。这个系列后来又有不少漫威漫画公司的漫画家续写过。
其他的漫威漫画柯南故事包括了：《野蛮故事》（1971年～1975年，只有1～5期），《巨人柯南》（1974年～1975年），《柯南王》（1980 年～1989年），《冒险家柯南》（1994年～1995年），《柯南》（1995年～1996年）和《野蛮柯南》（1995年～1996年）。

## 黑马漫画
黑马漫画公司于2003年开始接手柯南的创作。

黑马公司《柯南》的内页

首个漫画系列，即目前正在出版的系列，是由库尔特·布希克与提姆·杜鲁门撰稿，卡里·诺德铅笔绘画的；后来由《西米里族人柯南》系列接替。该系列是翻新作，完全取自罗伯特·欧文·霍华德的原作和戴尔·利普克的《科南年表》。
对于20世纪70年代漫威漫画发行过的《野蛮人柯南》漫画小说，黑马漫画出版了它的彩色再版电子漫画选集；由罗伊·托马斯（撰稿）、巴里·温莎-史密斯、约翰·布谢马和厄尼·陈（艺术家）等人制作。

### 创作团队
- 库尔特·布希克（撰稿，2003年～2006年）和卡里·诺德（艺术家，2003年～）
- 蒂姆·杜鲁门（作家，2006年～）和卡里·诺德（艺术家，2003～）

### 获奖作品
- 2004年，威尔·艾斯纳漫画产业奖

最佳单集：《柯南 #0：传奇》
- 2004年，鹰奖

最受欢迎新漫画：《柯南》

## 标题

### 主线
| 标题               | 出版商   | 期号    | 时间           | 备注 |
| ------------------ | -------- | ------- | -------------- | ---- |
| 《柯南》           | 漫威漫画 | #1～11  | 1995年～1996年 |      |
| 《柯南》           | 黑马漫画 | #0～50  | 2003年～2008年 |      |
| 《冒险家柯南》     | 漫威漫画 | #1～14  | 1994年～1995年 |      |
| 《野蛮人柯南》     | 漫威漫画 | #1～275 | 1970年～1993年 |      |
| 《野蛮人柯南》     | 漫威漫画 | 年刊 #1 | 1975年         |      |
| 《西米里族人柯南》 | 黑马漫画 | #0～    | 2008年五月     |      |
| 《柯南王》         | 漫威漫画 |         |                |      |
| 《野蛮柯南》       | 漫威漫画 | #1～10  | 1995年～1996年 |      |
| 《巨人柯南》       | 漫威漫画 | #1～5   | 1974年～1975年 |      |
| 《柯南世界手册》   | 漫威漫画 | #1      | 1986年1月      |      |
| 《柯南王》         | 漫威漫画 |         |                |      |
| 《野蛮人柯南之剑》 | 漫威漫画 | #1～235 | 1974年～1995年 |      |
| 《野蛮人柯南之剑》 | 漫威漫画 | 年刊 #1 | 1975年         |      |
| 《野蛮故事》       | 漫威漫画 | #1～5.  | 1971年～1975年 |      |

- 《报纸漫画》（1978年9月4日～1981年4月12日）

### 迷你系列
| 标题                     | 出版商   | 期号  | 时间           | 备注 |
| ------------------------ | -------- | ----- | -------------- | ---- |
| 《柯南：托特之书》       | 黑马漫画 | #1～4 | 2006年         |      |
| 《柯南与米朵拉之女》     | 黑马漫画 | #1    | 2004年         |      |
| 《柯南与契丹恶魔》       | 黑马漫画 | #1～4 | 2005年～2006年 |      |
| 《柯南与格瓦噜哇的珠宝》 | 黑马漫画 | #1～3 | 2005年         |      |
| 《柯南与午夜神》         | 黑马漫画 | #1～5 | 2005年         |      |
| 《柯南与死之歌》         | 黑马漫画 | #1～5 | 2006年         |      |

### 翻印
- 《罗伯特·欧文·霍华德的柯南：弗罗斯特巨人的女儿》

### 原著改编
| 故事               | 公司     | 系列           | 期数     | 备注 |
| ------------------ | -------- | -------------- | -------- | --- |
| 弗罗斯特巨人的女儿 | 漫威漫画 | 野蛮人柯南     | #16      | - 收录于 - 《野蛮人柯南 第四卷》 - 《柯南年表 第二卷：室中流氓和其他故事》                                       |
| 弗罗斯特巨人的女儿 | 漫威漫画 | 野蛮人柯南之剑 | #1       | - 收录于 《野蛮人柯南之剑 第三卷》                                                                               |
| 弗罗斯特巨人的女儿 | 黑马漫画 | 柯南           | #2       | - 翻印为 《罗伯特·欧文·霍华德的柯南：弗罗斯特巨人的女儿》 - 收录于 《柯南 第一卷：弗罗斯特巨人的女儿和其他故事》 |
| 碗中的神           | 漫威漫画 | 野蛮人柯南     | #7       | - 收录于 《柯南年表 第一卷：象之塔和其他故事》                                                                   |
| 碗中的神           | 黑马漫画 | 柯南           | #10～#11 | - 收录于 《柯南 第一卷：碗中的神和其他故事》                                                                     |
| 象之塔             | 黑马漫画 | 柯南           | #20～#22 | |
| 死者大厅           | 黑马漫画 | 柯南           | #29～31  | |
| 室中流氓           | 黑马漫画 | 柯南           | #41～44  | |
| 尼尔加之手         | 黑马漫画 | 柯南           | #47～50  | |